# 楽天Edy
楽天Edy株式会社（らくてんエディ、英: Rakuten Edy, Inc.）は、電子決済サービスを展開する楽天グループの企業である。プリペイド型電子マネー「楽天Edy」を運営する。楽天のグループ内再編により、2019年4月1日付で発足した楽天ペイメント株式会社の完全子会社となった。
前身はビットワレット株式会社で、サービス名も単に「Edy」であったが、楽天に買収され「楽天Edy」に商号とサービス名を変更した。

## 概要
2001年（平成13年）1月18日に、ソニーグループ、NTTドコモ、さくら銀行（現三井住友銀行）、トヨタ自動車、デンソー、ディーディーアイ（現KDDI）、三和銀行（現三菱UFJ銀行）、東京三菱銀行（現三菱UFJ銀行）など家電、通信、金融、自動車等の幅広い業界で日本を代表する11社が出資して、「ビットワレット株式会社」として設立された。ビットワレットは、電子的のbitと財布のwalletを組み合わせた造語である。
2007年12月に楽天株式会社の間で包括的業務提携を締結し、2009年12月末に、楽天株式会社に対して約30億円の第三者割当増資した。これにより楽天がビットワレットの過半数の株式を取得して、楽天の連結子会社となった。その後、2012年6月に商号を楽天Edy株式会社へ、サービス名を「楽天Edy」へ変更した。
電子マネー「楽天Edy」の運営を専業に、JR東日本「Suica」の交通系、NTTドコモ「iD」の通信系、セブン&アイ・ホールディングス「nanaco」の流通系などと異なり、自らのインフラは保有せずに主にスーパー、コンビニ、量販店と共同で利用可能なエリアを拡大した。
ANAマイレージクラブ（AMC）と提携したポイント付与やおサイフケータイなど、電子マネー業界の草分けで、現在も発行枚数、取扱高、利用可能店舗数が多い。設立以来の決算は赤字が連続し、2009年3月期決算は56億9600万円の赤字、累積損失は380億円で、資本の欠損を防ぐためにソニーへ優先株式を発行して29億円を第三者割当増資した。

## 沿革
- 1999年2月 - ソニーグループとその他出資のイーエムオペーレーションズを設立。
- 1999年7月から12月 - 第1弾実証実験として大崎地区電子マネーモニターサービスを実施 (500枚、5店舗)。内容はフェリカを搭載した電子マネーのモニターテストであった[4]。
- 2000年2月 - 電子マネー名称をEdy!と定め、第2弾実証実験を実施。内容はフェリカに電子マネー以外の入退室鍵や社員証等複合機能搭載目的とした。Edy!カードの他にさくら銀行が世界初のPET製磁気ストライプ・エンボス付きの非接触型ICを搭載したキャッシュカードの「Edy!ICキャッシュカード」を発行した。発行枚数1万枚、利用可能店舗数40店舗・自販機125台[5] であった。
- 2000年12月18日 - ソニーグループとNTTドコモなどの11社が、合弁会社による電子マネー事業の共同推進で基本合意[6]。
- 2001年
  - 1月18日 - ソニーグループとNTTドコモなどの11社が出資して、ビットワレット株式会社を設立[7]。資本金50億円。ゲートシティ大崎内の店舗、am/pm、SME音楽配信サイトにて、プリペイド型電子マネー「Edy」（エディ）の試験サービスを開始。
  - 11月1日 - 「Edy」の本格サービスを開始。
- 2002年3月26日 - 既存株主5社のほか、クレジットカード会社・信販会社・印刷会社など14社の計19社に対して、第1回目の第三者割当増資を実施。株主は25社に、資本金は71億5000万円に増加。
- 2003年
  - 1月30日 - 20社に対して、第2回目の第三者割当増資を実施。資本金を130億4350万円に増加。
  - 6月 - 全日本空輸（ANA）と提携。
  - 11月29日 - 既存株主6社のほか、新たに幅広い業界の28社の計34社に対して、第3回目の第三者割当増資を実施。株主は57社に、資本金は214億5350万円に増加。
- 2004年12月24日 - 既存株主8社のほか、新たにANAなど4社の計12社に対して、第4回目の第三者割当増資を実施。株主は61社に、資本金は267億1310万円に増加。
- 2006年
  - 9月28日 - 第5回目の第三者割当増資を実施。資本金を363億7326万円に増加。
  - 11月6日 - JCBと三井住友カード非接触IC決済の普及拡大で提携[8][9]。
- 2007年12月 - 楽天株式会社との間で共同マーケティングの分野で包括的業務提携[10]。
- 2009年
  - 11月5日 - 楽天株式会社と資本提携をして同社の連結子会社となる事を発表。
  - 12月 - 楽天株式会社に対して第三者割当増資を行い、同社の連結子会社となる。
- 2010年1月21日 - 楽天の子会社化を受け、代表取締役社長に三木谷浩史が就任。
- 2012年6月1日 - 商号を楽天Edy株式会社に、サービス名を「楽天Edy」に変更[11][12]。
- 2015年6月29日 - 本社を世田谷区玉川（二子玉川）の二子玉川ライズにある新社屋「楽天クリムゾンハウス」に移転[13]。
- 2016年
  - 5月9日 - 楽天Edy株式会社の会社分割及び吸収合併の為、準備会社として楽天株式会社全額出資で楽天Edyオペレーション株式会社を設立。
  - 10月1日 - 楽天Edy株式会社の電子マネーEdyの事業運営を、楽天Edyオペレーション株式会社に事業承継、(2代目)楽天Edy株式会社へ社名変更。(初代)楽天Edy株式会社は楽天株式会社に吸収合併。
- 2019年4月1日 - 楽天グループの再編により、楽天Edy株式会社の株式が楽天株式会社から、楽天ペイメント株式会社（同日付でスポットライト株式会社より商号変更）に継承され[14]、楽天ペイメントの子会社となる。

## 楽天Edy（電子マネー）

### 概要
日本で初めて全国規模で導入された非接触型決済による電子マネーである。ソニーが開発した非接触ICチップFeliCaを搭載したカードや、携帯電話（おサイフケータイ）等で利用できる。名称はユーロ (Euro) ・アメリカドル (Dollar) ・円 (Yen) に次ぐ第四の基軸通貨になってほしいとの願いから、各々の頭文字を取る形で付けられた。決済音は特徴的な「シャリーン」という音である。
2009年12月に、運営会社のビットワレットが楽天に第三者割当増資して楽天が発行済み株式の過半数を取得し、2012年6月1日に名称が「楽天Edy」に変更された。2013年8月時点の普及状況は、発行数が累計で約7,550万枚、利用可能店舗数が36万店である。2016年11月1日時点で発行数が1億枚を超え、2017年9月1日時点での利用可能箇所数は50万箇所を超えている。
他社電子マネー（Suica、PASMO、WAON、nanacoなど）と異なり、サービス開始以降一貫して、Edyカード等の紛失・盗難時に価値再発行を認めていない。モバイルタイプは利用停止措置とそれ以降の残高の再発行が可能になった。
FeliCaを採用している電子マネーでは唯一Apple Payには対応していないが、楽天ペイメント社長の中村晃一氏はいろいろなパートナーと組んでiPhoneでも使えるようにいきたいと前向きな回答を残している。

### 沿革

#### 1999年 - 2001年
1999年から2000年秋ごろまで、ソニーとソニーファイナンスインターナショナルは、さくら銀行（現三井住友銀行）・三井不動産などと合同で、東京都品川区内のゲートシティ大崎のビル内に入居する企業（主にソニーグループ・三井不動産など）の従業員を対象に、同ビル内の売店や社員食堂・自動販売機で扱える、FeliCa を用いた電子マネーオペレーションのモニターテストを実施した。
第1フェーズは1999年7月26日から12月24日迄で、電子マネー機能の実証を実施。2000年2月10日から第2フェーズ開始時に名称を「Edy!」に決定した。ゲートシティ大崎内の取扱店を拡大した上で、一般の来訪（利用）者も対象にして「Edy!カード」の発行と「さくらキャッシュカード一体型Edy!カード」の発行も開始した。
Edy!に社員証・カードキー機能を搭載する実験や、さくらキャッシュカード（Edy!一体型のみ）・クレジットカード（さくらカードJCB）でのEdy!への入金（チャージ）に対応した現金自動預け払い機型の入金機の設置も行われた。
2000年12月に名称を「Edy」に改め、2001年初めに運営会社「ビットワレット」（現・「楽天Edy株式会社」）を設立、ソニースタイルなどによるインターネットショッピング上の決済実証試験なども行われた。
2001年11月、am/pmやゲートシティ大崎の一部店舗・ソニースタイルなどが加盟店となり、実用サービスを開始した。これは東日本旅客鉄道（JR東日本）のSuicaの正式サービス開始の11月18日と同時期となった。ただし、この時点ではSuicaはまだIC乗車券としての使用のみで、電子マネーとしての使用は2004年まで待つこととなる。

#### 2002年 - 2006年
2002年4月に、ソニーファイナンスがeLIO・Edy搭載のクレジットカード「My Sony Card」（現「Sony Card」）の一般向け発行を開始した。ソニー社員向けに2001年11月から開始していた。2002年7月にam/pmの首都圏の店舗で一斉に取扱が始まると、発行枚数や取扱高が大きく増えた。
同年9月にパシフィコ横浜で催された「Sony Dream World 2002」では、My Sony IDを用いたインターネットの事前入場申込者に特別デザインのEdyカードを無料頒布し、Edy決済対応の売店や、自動販売機や現金入金機のEdyチャージャーが多数設置された。
2003年に全日本空輸と提携し、「ANAマイレージクラブEdyカード」およびクレジットカード一体型の「ANAカード（→提携カード）」を発行開始。これらのカードでEdyを使用すると、原則として200円あたり1マイルが付与され、逆にマイレージからEdyバリューへの交換も可能となった。ただし、一部の加盟店やコンビニでの収納代行、金券購入はマイル付与対象外。
2004年に、JR東日本がSuicaの開始に合わせてペンギンキャラクターを導入したが、Edyはソニー・クリエイティブプロダクツによるオリジナルキャラクターの「おさいふ犬」を用いて業績を拡大している。
2004年7月10日にNTTドコモ携帯電話がおサイフケータイ機能の一つとしてEdyを導入。
2005年に、Edyオフィシャルフリーマガジン「EdyNAVI」が発刊される。2005年9月9日に、au携帯電話のおサイフケータイでもEdyが利用可能に。2005年11月11日に、ボーダフォン（現ソフトバンクモバイル）携帯電話のおサイフケータイでもEdyが利用可能になった。
2006年10月に、桑名市のマイカル桑名駐車場と常滑市の中部国際空港を結ぶ三重交通の高速バスでEdyが利用可能 となった。この路線は一旦廃止され、後に復活したが、以降はEdy使用不可である。
高速道路会社各社も、Edyおよびポストペイ決済導入に積極的で、サービスエリア等の売店や自動販売機へのカードリーダー搭載も行っている。

#### 2007年以降
- 2007年
  - 1月 - PLAYSTATION 3のオンラインショップPLAYSTATION Storeへのチャージに使用可能になった。Edyカードリーダーが必要。
  - 3月 - Edyオフィシャルフリーマガジン「EdyNAVI九州版」が発刊。
  - 5月 - ネット通販大手のAmazon.co.jpでの決済に利用できるようになった。
  - 6月 - ハッピー優待とEdyスマイルクーポンの2つのサービスを開始した。
  - 7月10日 - ファミリーマート全店で、8月23日から8月31日にかけてローソン全店で、取り扱いを開始。
- 2008年
  - 3月21日 - ユニー・アピタの中京エリア各店、関東エリア（ユニー大口店）、北陸エリア（アピタ金沢店）で利用可能になった。4月10日までに全店へ拡大。
  - 3月31日 - am/pm・ファミリーマートでの「代行収納（お振込み）」対応が終了。
  - 4月30日 - ポプラでの「代行収納（お振込み）」対応が終了。
  - 6月30日 - サークルK・サンクスでの「代行収納（お振込み）」対応が終了。
  - 7月8日 - おサイフケータイ対応機種で利用可能な「Edyでポイント」がスタート。
  - 9月 - Edyオフィシャルフリーマガジン「EdyNAVI@TOKYO（東京版）」が発刊。
  - 9月1日 - ミニストップでの利用が可能になる。
  - 12月5日 - マクドナルドでの利用が可能になる。
- 2009年
  - 2月19日 - ウィルコムICサービスに対応したPHS端末のおサイフケータイで、Edyサービス開始。
  - 3月 - Jリーグに所属している全クラブで、ファンクラブ会員証と年間チケットを1枚のカードにまとめるシステムであるワンタッチパスを導入。ほとんどのクラブではEdyを採用している。
  - 6月16日 - ヤマト運輸の全国直営店での利用が可能になる。ただし、一部商品はEdyでの支払い不可で、かつ店頭でのチャージは出来ず、Edyと現金の併用も出来ない。
  - 9月14日 - アメリカン・エキスプレスカードでのクレジットバリューチャージが可能になる[24]。
  - 10月7日 - 午前7時よりセブン-イレブンでの利用が可能になる[25]。
- 2010年
  - 6月17日 - ヤマト運輸で、Edyと現金の併用と、セールスドライバーの集荷での使用が、それぞれ可能となった。Edyと現金併用する場合の条件がある。
- 2011年
  - 1月31日 - Androidスマートフォンの対応端末でEdyサービス開始。
  - 2月18日 - ソフトバンクBBが iPhone 4 向けのEdyシールを発売[26]。
  - 8月4日 - auの携帯電話ならびにスマートフォンにインストールしたアプリのみ限定でauかんたん決済によるチャージに対応[27]。携帯電話料金と合算での支払いが可能になる。
- 2012年
  - 6月1日 - サービスの名称を「楽天Edy」に変更。運営会社の名称も、同時に「ビットワレット」から「楽天Edy株式会社」に改名された。これに伴い店頭表示用のポップ・シールなども従来の青系統三色でデザインされたロゴから、上部に「楽天」下部にEdyとデザインロゴを取り入れた新しいものに一新された。ファミリーマートは楽天Edy変更後にPOSレジと端末のタッチ部分のロゴを変更した。ただし、セブン-イレブンやローソン等のコンビニは従来の青系統三色のロゴの使用を継続している[28][29]。
  - 8月12日 - トミーウォーカーが運営するPBW形式のオンラインゲーム『サイキックハーツ』サービスインに伴い使用可能。
- 2013年
  - 3月16日 - 同日開業のやんばる急行バス（沖縄県）で楽天Edyの利用が可能になる。
  - 7月1日 - ANA国内線の機内販売で楽天Edyの利用が可能になる。システムはキヤノンマーケティングジャパンと共同で開発した。[30] 全日空は、飛行機内の電子マネー決済は世界で初例[31] としている。
- 2014年
  - 4月14日 - 全国のロイヤルホストで使用可能となる。
  - 10月1日 - 楽天Rポイントカード(2015年11月5日以降は、楽天ポイントカード)開始にともない、楽天Edy-Rポイントカード(同、Edy-楽天ポイントカード)の発行を開始。Rポイント提携企業の楽天Edy-Rポイントカードも、以降順次発行開始された。
- 2015年
  - 8月16日 - トミーウォーカー運営のPBW形式のオンラインゲームである『サイキックハーツ』に続き『ケルベロスブレイド』でも使用可能。
- 2017年
  - 4月1日 - ロゴマークを変更（楽天の文字が消え、丸にRとEdyのみ）。ホームページや加盟店などのアプセスタンスマークは順次変更された。
- 2018年
  - 10月1日 - ロゴマークを再変更（Rの下に線が引かれた楽天新統一ロゴのRとEdyのみ）。ホームページや加盟店などのアプセスタンスマークは順次変更される。
  - 12月14日 - トミーウォーカー運営のPBW形式のオンラインゲームである『ケルベロスブレイド』に続き『第六猟兵』でも使用可能。
- 2019年
  - 3月15日 - モバイル型の盗難・紛失・故障の際、楽天Edy残高の再発行に条件付きで対応[18]。
- 2020年
  - 3月18日 - フィーチャーフォン（ガラケー）向け楽天Edyアプリサービス終了。これに伴い新規登録が出来なくなり、ポイントの新規連携等もできなくなった。また、既存ユーザーはそのまま継続利用できるがチャージは現金のみとなり利便性がかなり低下した。[32]
- 2022年
  - 10月19日 - ガラホ（Androidフィーチャーフォン）向け楽天Edyアプリが大幅に機能縮小。アプリ内では残高確認と履歴確認のみとなり、その他の機能（新規登録や初期設定、クレジットカードからのチャージなど）は手動で楽天Edy公式ホームページにログインし、その中でメニュ「チャージ・残高照会」から行わなければならない。[33]

### Edyの種類
Edyカード、おサイフケータイは1枚（台）ごとに16桁の固有番号が付与されている。

#### カード型
- プロパーカード
  - 2018年10月現在、「プロパーカード」は発行母体である「楽天Edy株式会社」自身が楽天Edyオフィシャルショップで販売している「Edy-楽天ポイントカード」（楽天ポイントカード機能付き）である。通常時の販売額は税抜300円だが、売価100円や当カードの購入限定でポイント10倍対象など、種々の施策がある。4代目の2018年10月時点のデザインは、3代目の楽天Edyロゴが現行の4代目の楽天Edyロゴに、楽天ポイントのロゴが現行の3代目の楽天ポイントロゴに同時に変更された。初代と2代目はRポイントロゴが楽天ポイントロゴに変更され、2代目と3代目は2代目の楽天Edyロゴが3代目の楽天Edyロゴに変更された。
  - ビットワレットが発行した、表面は「Edy」の旧ロゴとブルーが基調で裏面は白無地デザインのカード、バリューイシュアの一社である「株式会社ソニーファイナンスインターナショナル」を発行元にam/pmが2010年2月28日まで販売した旧ロゴのカード、などの旧カードは現在は販売を終了している。
- POSA派生型 - 東京都と沖縄県の一部ファミリーマートでは、ギフトカードにも利用可能なPOSA方式の「お買いものパンダ Edy-楽天ポイントカード」を3000円で販売しており、レジで支払い後にFamiポートで操作すれば、購入金額と同額となる3000円分のバリューがチャージ（後述のEdyギフトの方法を利用）され、その後は一般の「お買いものパンダ Edy-楽天ポイントカード」として利用可能である。無論、それ以上のバリューチャージは、通常のカードと同じ方法で行うことができる。
- 会員証一体型 - 会員証やポイントカードに楽天Edy機能を付加したものである。プロントコーポレーションの「プロン党Edy-楽天ポイントカード」[34]、ポプラの「ポプラEdy-楽天ポイントカード」[35]、山崎製パン他2社の「デイリーヤマザキEdy-楽天ポイントカード」、全日本空輸の「ANAマイレージクラブ 楽天Edyカード」[36]、第一興商の「ビッグエコー クラブダムカード」、タイトーの「タイトーステーションカード」、相鉄ホテルマネジメントの「サンルートクラブポイントカード Edy」、島根県農業協同組合の「JAしまね総合ポイントカード おサイフカード」、西鉄ストアの「UNiTe CARD」などがある。ANAマイレージクラブEdyカード(初代ロゴ時代のデザイン。2代目ロゴと3代目ロゴのものは、楽天Edyのロゴが裏面に記載されており、加えてセキュリティコードが新たに付加されている)

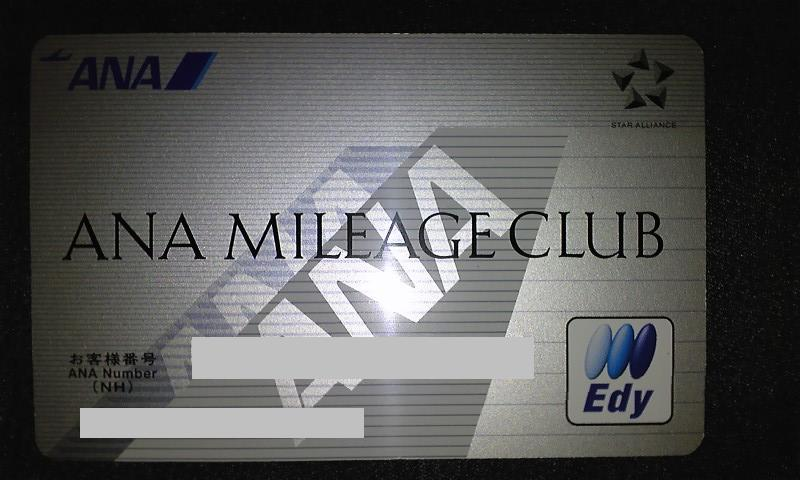
ANAマイレージクラブEdyカード(初代ロゴ時代のデザイン。2代目ロゴと3代目ロゴのものは、楽天Edyのロゴが裏面に記載されており、加えてセキュリティコードが新たに付加されている)

  - 楽天ポイントカード機能がないもの、Edy決済で楽天ポイントが付与がされない加盟店が独自に発行するものもある。
  - 東北楽天ゴールデンイーグルスやJリーグ所属のサッカークラブの約半数は、ワンタッチパスの一環として楽天Edyカードに年間チケットの機能を搭載可能とし、全ての試合会場でカードを読取装置にかざすと来場履歴が残る。ジェフユナイテッド市原・千葉が東日本旅客鉄道のSuica、サンフレッチェ広島が広島電鉄のPASPYなど、経営母体と関連した電子マネーを採用するところもある。
- 社員証一体型 - 社員証にEdy機能を付加したもの。
  - ソニー、全日本空輸、三菱UFJ銀行、大和証券グループ本社、バンダイナムコエンターテインメントなどが採用する。
- 学生証一体型 - 学生証にEdy機能を付加したもの。
  - 高知工科大学、広島工業大学、目白大学、愛知大学、神奈川工科大学、金沢学院大学、京都先端科学大学、大阪経済法科大学、北海道科学大学、九州工業大学、長崎国際大学、中部大学、環太平洋大学などが導入している。北陸先端科学技術大学院大学は2007年9月26日に導入した。大阪工業大学、摂南大学、常翔学園中学校・高等学校は2008年度から学生証に採用し、授業の出席確認のほかに学内設置の端末でサービスを提供する。
- クレジットカード一体型
  - 最も多くの発行体が発行する、クレジットカードにEdy機能を付加したものである。楽天カードが発行するほとんどのクレジットカードや、全日空の「ANAカード」などがある。プロパーカードで発行費用や入会金を要する場合も、クレジットカード一体型はEdy発行手数料無料で扱う発行体が多い。
- キャッシュカード一体型 - （旧）みずほ銀行法人口座や大垣共立銀行、イーバンク銀行、スルガ銀行ANA支店などが発行した。
  - 2006年10月に郵便貯金ICキャッシュカードがEdy機能を搭載したが[37]、2010年2月26日の申込書受付分で発行と再発行を終了した。三菱東京UFJ銀行も「スーパーICカード」の名称でキャッシュカード・クレジットカード・Edyの3機能を載せたカードを発行したが、2010年6月20日に発行と再発行を終了した。
- キャッシングカード一体型 - プロミスが発行した。
- チケット一体型 - ICカード型チケットにEdy機能を付加したものである。横浜F・マリノスが2007年から年間チケットICカードで導入した。2009年の「ワンタッチパス」導入に伴い他クラブでも年間チケットICカードが導入され、Edyを搭載するクラブも増えた。

#### モバイル型
NTTドコモ・au・ソフトバンク（SoftBankブランド、Y!mobileブランド）各社のおサイフケータイでは、『電子マネー「Edy」アプリ』をダウンロードしてから初期設定すればEdyを利用できる。おサイフケータイの機種によっては、あらかじめ『電子マネー「Edy」アプリ』がプリインストールされているものもあり、初期設定のみでEdyを使うことができる。
2016年12月13日から、Android端末にAndroid Pay（現Google Pay）アプリをインストールし、アプリ内から楽天Edyを登録して連携することによって、アプリ内からチャージ、および対応店舗にて楽天Edyでの支払いを行う事が可能となった。
iPhoneの場合は、NTTドコモは、おサイフケータイ ジャケット01（パナソニック モバイルコミュニケーションズ製）を利用することで対応させており、ソフトバンクのSoftBankブランドでは、iPhone 4とiPhone 4Sで、ソフトバンクBB（現在、当該事業はソフトバンクコマース&サービスに移管され、現在の同社の法人格上は、ソフトバンク）が「SoftBank SELECTION（ソフトバンクセレクション）」ブランドで発売されていた「Edy用電子マネーシール for iPhone 4」を装着することで対応できる。ソニー製腕時計型リーダーのwena wristは単体で使用可能だが、電子マネー機能を使う際、leatherを除き初期設定にiOS端末が必要となる。2021年4月現在、初期型のwristの他にactive,wrist pro,leather,wena 3と複数タイプあり、ソニーの直営店・ソニーストア等で販売されている。ドコモのおサイフケータイジャケットと同様に機能するため、対応サービスやiPhone用アプリはおサイフケータイジャケットに準ずる（wena 3のみSuicaも利用可能）。

#### その他
各種キャンペーンの一環で、フィギュア型のEdyが発行されたことがあり、フィギュアの台座部分にFeliCaが埋め込まれている。使い勝手はカード型に準ずる。
- ディズニー - 2004年2月25日から、NTT東日本はパソコンと無線LANキットをセットにした「DisneyBB プレミアムパック」を300台限定で25万円で販売。購入者は、同封の葉書を返信すれば、「Edy機能搭載 DisneyBB ICフィギュア」がプレゼントされた。キャラクターはミッキー、ミニー、ドナルドダック、コグ、フリッピーの5種。
- ポケットモンスター - 2005年8月15日より、ANAカード会員向けにピカチュウのEdyフィギュアが先着2万個限定で販売された（1,050円+送料630円=1,680円） 。2006年4月15日から、ANAのオンラインショップ「astyle」にて、映画『ポケモンレンジャーと蒼海の王子マナフィ』のキャンペーンの一環として、同映画の前売り券とピカチュウ、プラスル、マイナンのEdyフィギュア3体を先着6,000セット限定（6,400円）で販売された（フィギュア3体のみは4,100円）。

いずれもANAの発行であるが、マイレージクラブの機能は付帯せず、マイルは積算されない。
- 増田ジゴロウ - 2005年1月、K-touch カードのキャンペーンで、テレビ神奈川の番組『saku saku』に登場するキャラクター「増田ジゴロウ」の「増田ジゴロウおさいふフィギュア」が抽選で1,000名に配布された。
- リストバンド形 - 2009年4月にフィットネスクラブ「ティップネス」会員向けに"TIP GEAR"の名称で登場。ロッカーのFelica電子キーにEdy機能を付加したもの。2010年9月に玩具メーカー・ハシートップインが" イーマネーバンド "の名称でリストバンド型Edyを一般向けに発売した。デザインはシリコン製のチープな腕時計に類似している。
- Edyストラップ - Edyオフィシャルショップで販売している。2011年6月21日販売分から、専用サイトで登録することで、楽天スーパーポイントが貯まるようになった。

### チャージ方法

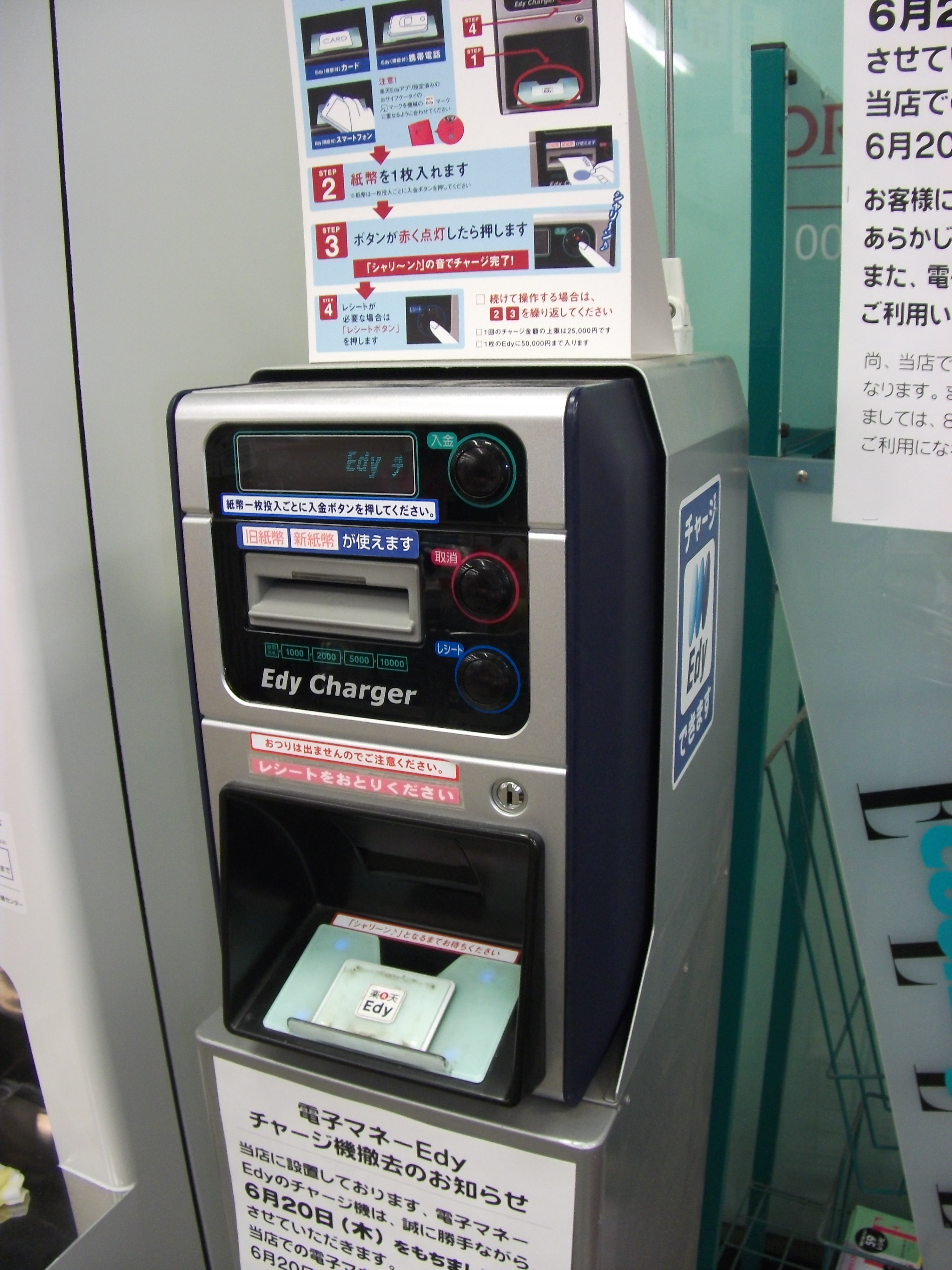
Edyチャージャー。

楽天Edyは前払い型のいわゆる「電子サイフ」であり、カードに、バリュー、Edyバリューなどの通貨価値をチャージする必要がある。おサイフケータイを含んで1つのEdyにチャージ可能な最大金額は50,000円である。チャージされている通貨価値を払い戻したり、換金することは規約で制限されている。
- 現金によるチャージ - 現金を直接チャージする場合は、対応店舗に設置されている据え置き型の専用入金機（Edyチャージャー）やPOSレジで行う。入金額は1,000円以上が多いが入金単位は店舗によって異なる。2018年10月15日から、セブン銀行ATMでのチャージ対応が開始され、1,000円、2,000円、3,000円、5,000円、10,000円、20,000円からの選択または25,000円までの任意金額（1,000円単位で指定可能）の指定によるチャージが可能となった。併せて、お釣りとなる紙幣の出金も可能。
- オンラインチャージ - 金融機関口座またはクレジットカード決済（楽天Edy社と契約しているクレジットカード会社発行のカード[40]）、および一部のデビットカード[注 1]によりチャージする方法。

FeliCaリーダ/ライタのPaSoRiを接続したパソコンから楽天Edyのサイトで利用登録してウェブサイトでチャージを行う方法と、おサイフケータイ搭載の楽天Edy限定で携帯電話アプリを用いてチャージを行う方法がある。2019年3月1日に、一部のカードはクレジットカードによるチャージができなくなった。
ソニーファイナンスインターナショナルと株式会社エーエム・ピーエム・ジャパン (am/pm) が提携して発行した「am/pm Earth Edy Card」は、Edyのオートチャージに対応していたが、2008年12月に提携終了が発表されて「am/pm Earth Edy Card」サービスはすべてが2009年3月31日に終了している。2015年6月16日から「Edyつき楽天カード」を対象にファミリーマートで「Edyオートチャージ」を開始した。携帯用アプリは2011年4月18日から、スマートフォンのAndroid用Edyアプリで、オートチャージ機能の提供を開始した。
楽天市場のサイトに5つまで楽天Edyの番号を登録が可能で、楽天ポイントをEdyのチャージへ変換できる。
2020年3月18日フィーチャーフォン向け楽天Edyアプリでのクレジットカード、楽天ID、銀行口座からのチャージ（入金）がサービスの停止により行えなくなった。スマートフォン、Androidフィーチャーフォン（ガラホ）は対象外。

### 利用方法
対応チェーン店が多いコンビニエンスストアなどの店頭、自動販売機の支払いや、インターネット決済に利用できる。

#### 店頭など
店頭で支払う際は、店員にEdyで支払う旨を伝えると、POSレジまたは決済端末に金額が表示されるので、これを確認の上、端末にEdyを触れさせれば決済完了となる。その際「シャリーン」という決済音が鳴る機器が多い。端末機器によってはほかの電子マネーによる誤決済防止のため、利用する電子マネーのボタンを利用者自身が選択しないと決済が進まないものがある。
残高不足の場合は、差額を現金で支払うほか、合計5つまでの複数Edyを用いて残金を充当することも可能である。ただし、加盟店によってはEdyと現金の併用や複数枚のEdyでの支払いを認めていない場合もあるため、利用前に確認が必要である。一部店舗は残高不足の場合は、iDも含むクレジットカードと併用して差額を支払うことが可能である。
自動販売機の場合も、同様にリーダ・ライタ部に金額が表示され、Edyを触れさせれば決済完了となるが、残高不足の場合、現金や複数個のEdy併用ができない機器もある。

#### インターネット利用
- コンピュータ - Felicaポート搭載のPC、またはPaSoRi本体を接続し専用ソフト「Edy Viewer」をインストールしたPCで対応する。PaSoRiにEdyを置き、Edy決済を指定すると、Edy Viewerが起動して決済金額の画面が表示され、その確認を以て決済完了となる。本決済手法はeLIOから転用したものである。
- Mobile Edy（おサイフケータイ） - サイト上で決済に「Mobile Edy」を指定し、携帯電話のメールアドレスを入力すると、決済内容を記したメールが送付されてくる。これを確認・了承しメールからEdyアプリを起動すると、更に「決済完了メール」が送付されてきて、完了となる。2007年5月までに発売されたソフトバンクモバイル（前身のボーダフォンを含む）の端末では本サービスは利用不可となっていた。この件に関して、当時のビットワレット側からは対応不可の理由など詳細は一切発表されなかったが、「ボーダフォン時代のおサイフケータイではメールやウェブからのEdyアプリの起動ができなかったため」と推察されている[43]。

### Edyでポイント
2008年7月8日から、おサイフケータイでEdy利用200円ごとに提携先のさまざまなポイントをためることができる「Edyでポイント」サービスが開始された。あらかじめ、Edyアプリでためたい提携先を設定しておくことにより、3日後のEdy利用分よりポイントをためることができる。ただし現在では初回設定時に限り、設定完了直後からポイントを貯めることが出来る。
1台のおサイフケータイで、複数の提携先ポイントをためることはできないが、「Edyでポイント」と提携していない一部のポイントは、貯めることが可能でポイントの二重取りが可能となる。
利用している携帯電話会社により一部提携先に制限がある。ポイントの付与は利用から提携会社によって異なるが約2 - 4週間後に行われる。
「Edyでポイント」サービス開始以前から、モバイルAMCアプリをEdyに紐付け設定している場合は、従来通りANAマイルがたまる。
- ANAマイレージクラブ※2
- Tポイント※5
- ヤマダデンキポイント※2※4
- ベルメゾン・ポイント
- 楽天スーパーポイント※2
- au WALLETポイント （auのみ）※5
- 中日本高速道路（プレミアムドライバーズカード）※2
- ヨドバシカメラゴールドポイント※2
- ビックカメラポイント
- Pontaポイント※5
- エポスポイント（エポスカード）※3
- GREEのコイン（Edyでコイン）
- 博多大丸（大丸福岡天神店）※2※4
- マツモトキヨシ現金ポイント
- エディオンポイント
  - (※2)カード型Edyでポイントが貯まるサービス。ただし博多大丸のみ、2011年9月時点でカード型専用。 (※3)これに限り、月間利用額を基準とし、1000円ごとに1ポイントたまる。 (※4)スマートフォンでは設定不可。 (※5)2020年10月1日以降当該ポイントへの設定が出来なくなり、2020年11月30日決済分をもって当該ポイントへの加算が終了する[44]。

#### 楽天Edy移行後
従来のサービスも一部受け付けつつ、楽天ポイントカードがついた楽天Edyカードと一部フィギュア型を含む指定したカードは、税込200円の決済あたり1楽天ポイントが後日（通常は、毎月5日から翌月4日までの決済分からポイントを算出し、直後の10日ごろに1ヶ月分まとめて加算される）付加されるようになっており、事前に、楽天のログインサイトに、該当する楽天Edy番号を登録する必要がある。楽天カードが発行するクレジットカードに付加された楽天Edyの場合は、発行時点で会員登録にひも付けされるため、改めての番号登録は不要となる。
2020年6月現在、対応する楽天Edyカードをフィギュア型を含み下記する。
- Edy-楽天ポイントカード各種
  - Edy-楽天ポイントカード（旧Rポイントカード名のものを含む）
  - お買いものパンダ Edy-楽天ポイントカード（POSA方式のカードを含む）
  - キャラクター Edy-楽天ポイントカード
  - +K Edy-楽天ポイントカード（旧Rポイントカード名のものを含む）
  - ポプラEdy-楽天ポイントカード（旧Rポイントカード名のものを含む）
  - プロン党Edy-楽天ポイントカード（旧Rポイントカード名のものを含む）
  - くしろスキップ 楽天ポイントカード（旧Rポイントカード名のものを含む）
  - 松源Edy-楽天ポイントカード
  - ふくやま未来応援隊会員証
  - 大阪屋ショップEdy-楽天ポイントカード
  - デイリーヤマザキEdy-楽天ポイントカード
- 楽天ポイントクラブEdyカード
- キャラクターEdyカード
- 【楽天イーグルス】 Edyキーホルダー
- 【ヴィッセル神戸】 Edyキーホルダー
- 楽天Edyストラップ
- Stadium Edy Card
- プロン党Edyカード（Rポイント登場前の旧カード）
- サンルートクラブポイントカードEdy
- 出雲大社Edyカード
- 楽天イーグルスキャラクターEdyカード
- 楽天Edyファイテンリストバンド
- Edy腕時計（RISNY）
- 八丈島Edyカード
- ワン・ダイレクションEdyカード
- ルノアールEdyカード（初代Edyロゴのカードは不可）
- WUG Edyカード
- タイトーステーションメンバーズカード
- 松江市職員ユニオンEdyカード
- 飛騨市ファンクラブ会員証
- wena wrist leather
- GoBe2 Edyバンド
- discord Edyカード
- VELDT TOUCHWEAR
- ひょうごe-県民証
- ジャイアントコーンハッピーチャージキー
- 都城市ファンクラブ会員証

### EdyスマイルクーポンとEdyハッピー優待
2007年6月から、すべてのEdyで利用できるEdyスマイルクーポンとEdyハッピー優待のサービスが開始されていたが、すでにサービスは終了している。
- Edyスマイルクーポン - 対象店舗で特定の期間内にクーポンのように利用できる。サイトであらかじめEdy番号を登録することにより、対象店舗で後日Edyギフトによる還元などの特典を受けられた。2009年03月25日に終了。
- Edyハッピー優待 - あらかじめパソコンやおサイフケータイでサービス登録をすると、すべての対象店舗で特典を受けられた。スマイルクーポンとは違って、一度サービス登録をするとすべてのハッピー優待対象店舗でEdyギフトの還元などの特典を受けられた。登録時は、カード型の場合PaSoRiかFelicaポート搭載のパソコンが必要だった。2008年10月15日に終了。

### Edyギフト
EdyスマイルクーポンやEdyハッピー優待、キャンペーン、ポイントサイトなどの特典として受け取れるものに、Edyギフトがある。Edyギフトが届いている場合、PaSoRiやおサイフケータイで操作することにより、受け取りと同時に直接チャージすることができる。日本全国のファミリーマートに設置されているファミポート、同社のサークルKおよびサンクス設置のKステーションとDAMステーションの設置されているカラオケ店、空港内などに設置されているANAの端末（ANA web KIOSKかANA SKY KIOSK）でもEdyギフトが受け取れる。
一部の高速道路（主として中日本高速道路）のサービスエリアでも、インフォメーションセンターにEdyギフト受け取り用端末の設置例がある。あらかじめ送付元にEdy番号を申告しておく必要があるが、Edy番号が間違っている場合や、受け取り期限（最長60日）を過ぎてしまうと受け取りができない。

### バリューイシュア
楽天Edyは、資金決済に関する法律に定める第三者型前払式支払手段であるため、同法に定める第三者型発行者が発行する。これをバリューイシュアと呼ぶ。カードの券面に、「Edy発行元」ないしは「楽天Edy発行元」として、各バリューイシュアの企業名が表示されている。バリューイシュアは以下の通り。
- 楽天Edy株式会社
- 株式会社三井住友銀行
- 三井住友カード株式会社
- 株式会社セディナ
- 株式会社三菱UFJ銀行
- 三菱UFJニコス株式会社
- ユーシーカード株式会社
- 株式会社ジェーシービー
- ライフカード株式会社
- 株式会社第一興商
- 楽天カード株式会社
- 山陰信販株式会社
- 飛騨市
- 福山市
- 兵庫県
- 都城市

### コンビニエンスストアの対応状況
| チェーン名                                                           | 導入時期                                                                                 | 代行収納（お振込み）対応 | 備考 |
| -------------------------------------------------------------------- | ---------------------------------------------------------------------------------------- | ------------------------ | --- |
| セブン-イレブン                                                      | 2009年10月7日全店対応 2009年11月29日チャージ対応                                         | 導入以来非対応           | 2009年6月導入発表 |
| ローソン                                                             | 2007年9月4日支払いのみ全店導入 2007年11月29日チャージ対応                                | 導入以来非対応           | 「2007年8月23日から順次全店で」と発表                                                                                |
| ファミリーマート                                                     | 沖縄と鹿児島・宮崎の一部店舗で先行導入 2007年7月10日全店対応                             | 2008年3月限りで終了      | Edyつき楽天カードでオートチャージ対応 西武鉄道の駅構内店舗「TOMONY」では使用不可                                     |
| サークルKサンクス（現・ファミリーマート）のサークルK及びサンクス店舗 | 2005年4月開始                                                                            | 2008年6月限りで終了      | サークルK、サンクスともに対応                                                                                        |
| ミニストップ                                                         | 2005年8月より一部のSuica対応店舗にて開始 2008年9月全店対応                               | 導入以来非対応           | |
| デイリーヤマザキ                                                     | 2010年4月7日以降順次導入 2011年2月16日チャージ対応（秋田・青森エリアは後日対応となった） | 導入以来非対応           | |
| セイコーマート                                                       | 当初は全日空ホテル店（札幌市）でのみの取り扱い 2011年6月1日全店対応                      | 導入以来非対応           | |
| ポプラグループ                                                       | 2005年11月開始                                                                           | 2008年4月限りで終了      | （ローソンの店舗と同じ扱いとされる）ローソン・ポプラを除く、ポプラ・生活彩家・スリーエイト・くらしハウスの全てで対応 |
| スリーエフ                                                           | 四国で先行導入 2010年2月15日全店対応                                                     |                          | （ローソンの店舗と同じ扱いとされる）ローソン・スリーエフを除く                                                       |
| セーブオン                                                           | 2012年11月以降、群馬・埼玉の計243店舗にて順次導入                                        | 導入以来非対応           | |

### 提携関係など

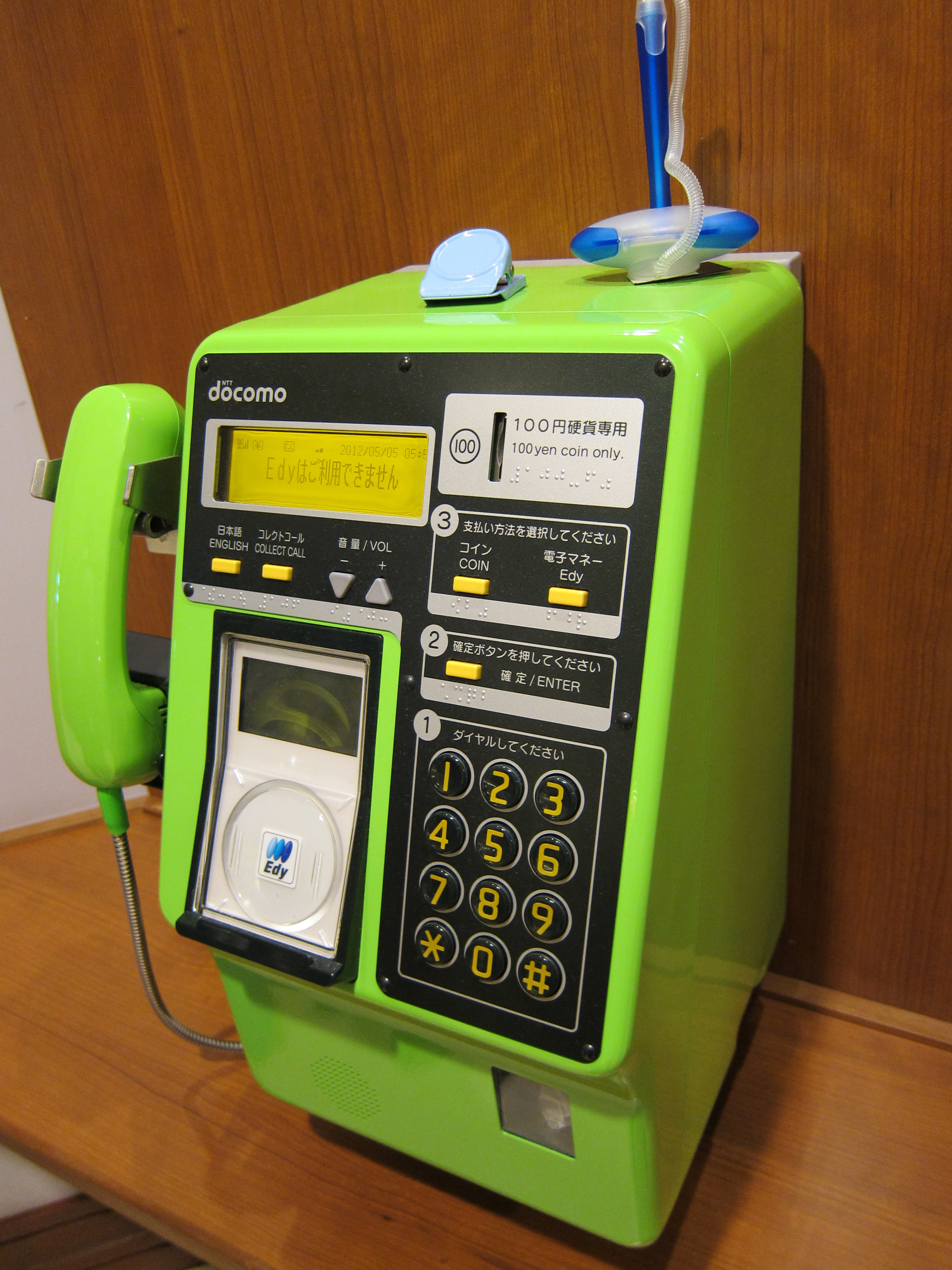
オプションでEdy対応の公衆電話（この阪九フェリー内では非対応）

前項の通り、複数のクレジットカードにも、Edyが搭載されている。この場合、Edyバリューのオンラインチャージは、そのEdyと一体のクレジットカードからのみ可能（いわゆる「自己チャージ」）である。
FeliCaの特性を生かし、Edyカード一体型の社員証や学生証を発行することで、身分証明書として付加価値を高める試みも行われている。この社員証・学生証では、カードをドア脇のカードリーダーにかざすことで個人認証を行い解施錠したり、食堂や売店、自動販売機での支払いにEdyを用いたりすることができる。
FeliCaを採用したnanacoやWAONなどの電子マネーやSuicaなどのIC乗車カードは、電子マネーとして互換性はないが、PaSoRiや業務用のリーダ・ライタは共用可能などハードウエア面で一定の互換性がある。2006年9月に、JR東日本とNTTドコモが共同開発している「Suica と iD の共同決済インフラ」に対し、ビットワレットでもEdyを QUICPay と共に利用できるようにすると発表。例として2008年2月22日から、ラゾーナ川崎プラザでEdy・Suica・iDの共用端末の運用を開始した。2011年4月にエディオングループで楽天Edy以外のiDとQUICpayの3種類の電子マネーを使えるようになり、すかいらーくでは2012年の店舗システム更新によるクレジットカードの決済と同時にiDと交通系電子マネー（JR系等）が使えるようになっている。三井住友カードが中心となって楽天EdyとiD等の複数電子マネーが1つの端末で決済できる動きは加速している。

### 自治体の楽天Edy発行
2016年に、飛騨市が同市のファンクラブの会員証として、楽天Edyが搭載されたカード（「飛騨市ファンクラブ会員証」）を発行開始し、この会員証での楽天Edyでの決済により、決済額に応じた一定の割合の額を企業版ふるさと納税として、楽天が飛騨市に寄付する形をとる。ファンクラブの会員の費用負担は、カード発行手数料を含めて生じない。楽天Edyの番号を楽天に登録すれば、決済額200円で1ポイントの楽天ポイントも付与される。楽天ポイントカードの機能はないため、楽天ポイントの対象店舗では別途ポイントカードの提示を要する。
2017年以降は、全国各地の他の自治体でも類似したカードの発行が検討されており、2018年3月に福山市が「ふくやま未来応援隊」の募集を開始し、先着3000名の申し込みに対し、公募したオリジナルデザインの「ふくやま未来応援隊会員証」となる「Edy-楽天ポイントカード」の発行を開始した他、その後も、他の自治体でも同様のものを発行することを検討している。

### 紛失等の対応

#### 不正使用の場合
不正使用（横領、詐欺など）の場合、事業者側は対応しない（他社の電子マネーでも同様）。

#### 盗難・紛失の場合（カード型）
楽天Edyの規定上、特定一部のイシュアを除き、カード型の場合は、盗難・紛失による再発行は対応しない。よって、チャージ残高は補償されず、返金されない。（2019年4月時点）
クレジットカード一体型のものやオートチャージの設定を行っているカードの場合は、その設定を速やかに止める必要があるため、ネット上（スマホ/ガラホ/PC限定）でできる場合はその手続きを行う。ネット環境がない場合は、楽天Edy株式会社が開設する、「楽天Edyカスタマーデスク」でも、ある程度の対応を行える。
クレジットカード等一体型の場合は、クレジットカード等会社への届け出も併せて行う。

#### 障害等の場合（カード型）
カード型の故障・破損等については、クレジットカード等一体型も含めて、原則、カードに書かれたコールセンターに問い合わせて指示をあおぐことになる。当該サービスの変更や終了で、記載されている連絡先に電話がかけられず、その後継先がない場合や連絡先自体がカードに記載されていない場合は、原則として「楽天Edyカスタマーデスク」が受付となる。
カード型の故障・破損等について利用者に重大な過失がない場合は、Edy発行元となっている各企業が対応する。
代替カードを使用する場合は、代替カードの提供に関しては、無料、有料、送料を含め各企業ごとに対応が異なる（代替カードを提供せず新規再発行とする企業もある）。
故障したカード型チャージ分の返金対応とする場合は、故障カードをEdy発行元へ送付する際に同封する申請書に記載した口座宛の銀行振込での返金手続きをとる。

#### 盗難・紛失・故障の場合（モバイル型）
2019年3月15日以降、モバイルタイプは、利用停止措置とそれ以降の残高の再発行が可能になった。
盗難・紛失・故障より前に、楽天Edyマイページへの当該モバイルタイプのEdy番号の登録が必須である。該当楽天Edyにつき楽天IDで楽天ポイントサービスを利用している場合は既に登録済みの場合が多いが、再度確認すると良い。再発行時に名義が一致しない場合、再発行できない。
おサイフケータイジャケットの場合は、個別ユーザー登録が必要となり、再発行は個別対応となる。上記、おサイフケータイの設定とは異なる設定である。
オートチャージ設定をしていた場合は、その設定を速やかに止める必要があるため、カード型と同様に手続きをする。「#盗難・紛失の場合（カード型）」に詳述がある。
携帯電話、おサイフケータイ（おサイフケータイジャケットを含む）の盗難・紛失は、大手キャリアは携帯電話オペレータやキャリアホームページで連絡する。大手キャリア以外のMVNOなどは個別対応となり、事前適用の保険制度がある場合もある。大手キャリア・MVNOともに、おサイフケータイで他社電子マネーを併用している場合は、他社電子マネーは復旧できる余地があるが、おサイフケータイのサービス登録が前提として必要である。

#### 過去の対応
2019年3月14日以前、おサイフケータイ、おサイフケータイジャケットなど、モバイルタイプの水没を含む故障や障害で「Edyレスキューサービス」が利用 可能であったが盗難・紛失などは対応していなかった。機種変更は対象外で、ユーザ自身が操作するか携帯電話ショップなどに依頼する。Edy番号が変更となるため、オートチャージ設定等は再登録等、見直す必要がある。本サービスは終了している。

## テレビ番組
- 日経スペシャル ガイアの夜明け 駅を創る ～変貌する巨大鉄道会社～（2005年10月11日、テレビ東京）[52]。- 「スイカ」対「エディ」を取材。